# Keef the Thief
Keef the Thief est un jeu vidéo développé par Naughty Dog et édité par Electronic Arts en 1989 sur Apple IIGS. Il est porté plus tard sur Amiga et MS-DOS.

## Accueil
| A Boy and His Blob |      |       |
| Média              | Nat. | Notes |
| Dragon Magazine    | US   | 0/5   |